# Blanchetiodendron
Blanchetiodendron, monotipski biljni rod iz porodice mahunarki smješten u tribus Ingeae. Jedina vrsta je južnoametičko drvo B. blanchetii, brazilski endem iz država Bahia i Minas Gerais

## Sinonimi
- Albizia blanchetii (Benth.) G.J.Lewis
- Enterolobium blanchetii Benth.

## Vanjske poveznice
- Blanchetiodendron blanchetii (Benth.) Barneby & J.W.Grimes